# Le signorine della villa accanto
Le signorine della villa accanto è un film del 1942 diretto da Gian Paolo Rosmino.

## Trama
Un burbero e stravagante professore di filosofia tiene gelosamente rinchiuse in casa le sue giovani otto figlie, vietando loro ogni contatto con l'esterno, allo scopo di preservarle dalla corruzione del mondo. La ricca proprietaria di una villa vicina decide di organizzare una festa per il suo onomastico e, poiché all'ultimo momento, per un motivo o per l'altro, le vengono a mancare gli invitati, spedisce suo nipote ad invitare la numerosa famiglia del professore. Dopo una accanita resistenza, il professore cede e alle otto ragazze viene permesso di partecipare alla festa. Durante il ballo le ragazze, tutt'altro che ingenue, intessono una serie di idilli amorosi, e il professore stesso, sedotto da una divetta di varietà, ripudia i suoi princìpi moralistici e, nonostante ci sia la moglie, si lancia in un corteggiamento privo di freni.